# Doriopsilla rowena
Doriopsilla rowena är en snäckart som beskrevs av Ernst Marcus 1967. Doriopsilla rowena ingår i släktet Doriopsilla och familjen Dendrodorididae. Inga underarter finns listade i Catalogue of Life.